# هندرسون (نيفادا)
هيندرسون (بالإنجليزية: Henderson)‏ واسمها رسميا مدينة هيندرسون، هي مدينة في مقاطعة كلارك في ولاية نيفادا في الولايات المتحدة الأمريكية. وهي ثاني أكبر مدن الولاية بعد لاس فيغاس وقدر عدد سكانها بنحو 285,667 في عام 2015.  المدينة هي جزء من منطقة لاس فيغاس الحضرية، والتي تمتد في كامل وادي لاس فيغاس. تحتل هندرسون الطرف الجنوبي الشرقي من الوادي، على ارتفاع حوالي 1,330 قدم (410 م).
في عام 2011، صنفت مجلة فوربس هندرسون باعتبارها ثاني أكثر المدن أمانا في أميركا.  وقد صنفت أيضا بأنها "إحدى أفضل المدن للمعيشة في أمريكا" من قبل بلومبرغ بيزنس ويك.  في عام 2014، صنفت هندرسون مرة أخرى بكونها إحدى أفضل عشر مدن من حيث الأمان في الولايات المتحدة" في تقرير الجريمة الموحد من مكتب التحقيقات الفدرالي. 

## التركيبة السكانية
حدّد مكتب تعداد الولايات المتحدة بيانات التركيبة السكانية لهندرسون في تعداد الولايات المتحدة. في ما يلي، التركيبة السكانية حسب تعدادي 2000 و2010.

### تعداد عام 2000
بلغ عدد سكان هندرسون 175,381 نسمة بحسب تعداد عام 2000، وبلغ عدد الأسر 66,331 أسرة وعدد العائلات 47,111 عائلة مقيمة في المدينة. في حين سجلت الكثافة السكانية 635.1 نسمة لكل كيلومتر مربع (1,644.9/ميل2). وبلغ عدد الوحدات السكنية 71,149 وحدة بمتوسط كثافة قدره 257.7 لكل كيلومتر مربع (667.4/ميل2).
وتوزع التركيب العرقي للمدينة بنسبة 84.49% من البيض و3.76% من الأمريكيين الأفارقة و0.70% من الأمريكيين الأصليين و3.98% من الأمريكيين ذوي الأصول الآسيوية و0.42% من سكان جزر المحيط الهادئ و3.16% من الأعراق الأخرى و3.49% من عرقين مختلطين أو أكثر و10.71% من الهسبانيون أو اللاتينيون من أي عرق.
بلغ عدد الأسر 66,331 أسرة كانت نسبة 36% منها لديها أطفال تحت سن الثامنة عشر تعيش معهم، وبلغت نسبة الأزواج القاطنين مع بعضهم البعض 56.4% من أصل المجموع الكلي للأسر، ونسبة 10% من الأسر كان لديها معيلات من الإناث دون وجود شريك، بينما كانت نسبة 4.7% من الأسر لديها معيلون من الذكور دون وجود شريكة وكانت نسبة 29% من غير العائلات. تألفت نسبة 20.3% من أصل جميع الأسر من عدة أفراد يعيشون في نفس المنزل ونسبة 5% كانت تتألف من شخص يعيش بمفرده يبلغ من العمر 65 عاماً أو أكثر. وبلغ متوسط حجم الأسرة المعيشية 2.63، أما متوسط حجم العائلات فبلغ 3.05.
بلغ العمر الوسطي للسكان 35.9 عاماً. وكانت نسبة 25.1% من القاطنين تحت سن الثامنة عشر، وكانت نسبة 7.8% بين الثامنة عشر والرابعة والعشرين عاماً، ونسبة 32.4% كانت واقعةً في الفئة العمرية ما بين الخامسة والعشرين والرابعة والأربعين عاماً، ونسبة 24.3% كانت ما بين الخامسة والأربعين والرابعة والستين، ونسبة 9.8% كانت ضمن فئة الخامسة والستين عاماً فما فوق. يوجد لكل 100 أنثى 98.5 ذكر، ويوجد لكل 100 أنثى في الثامنة عشر من عمرها فما فوق 96.5 ذكر.
بلغ متوسط دخل الأسرة في المدينة 55,949 دولارًا، أما متوسط دخل العائلة فبلغ 61,176 دولارًا. وكان متوسط دخل الذكور 42,263 دولارًا مقابل 30,483 دولارًا للإناث. وسجل دخل الفرد الخاص بالمدينة 26,815 دولارًا. وكانت نسبة 3.9% من العائلات ونسبة 5.6% من السكان تحت خط الفقر، وكان من هؤلاء نسبة 6.9% تحت سن الثامنة عشر ونسبة 4.7% في الخامسة والستين من العمر وما فوق.

### تعداد عام 2010
بلغ عدد سكان هندرسون 257,729 نسمة بحسب تعداد عام 2010، وبلغ عدد الأسر 101,314 أسرة وعدد العائلات 68,178 عائلة مقيمة في المدينة. في حين سجلت الكثافة السكانية 933.3 نسمة لكل كيلومتر مربع (2,417.2/ميل2). وبلغ عدد الوحدات السكنية 113,586 وحدة بمتوسط كثافة قدره 411.3 لكل كيلومتر مربع (1,065.3/ميل2).
وتوزع التركيب العرقي للمدينة بنسبة 76.89% من البيض و5.10% من الأمريكيين الأفارقة و0.65% من الأمريكيين الأصليين و7.22% من الأمريكيين ذوي الأصول الآسيوية و0.56% من سكان جزر المحيط الهادئ و4.78% من الأعراق الأخرى و4.80% من عرقين مختلطين أو أكثر و14.89% من الهسبانيون أو اللاتينيون من أي عرق.
بلغ عدد الأسر 101,314 أسرة كانت نسبة 31.1% منها لديها أطفال تحت سن الثامنة عشر تعيش معهم، وبلغت نسبة الأزواج القاطنين مع بعضهم البعض 50.8% من أصل المجموع الكلي للأسر، ونسبة 11% من الأسر كان لديها معيلات من الإناث دون وجود شريك، بينما كانت نسبة 5.5% من الأسر لديها معيلون من الذكور دون وجود شريكة وكانت نسبة 32.7% من غير العائلات. تألفت نسبة 24.2% من أصل جميع الأسر من عدة أفراد يعيشون في نفس المنزل ونسبة 7.6% كانت تتألف من شخص يعيش بمفرده يبلغ من العمر 65 عاماً أو أكثر. وبلغ متوسط حجم الأسرة المعيشية 2.53، أما متوسط حجم العائلات فبلغ 3.02.
بلغ العمر الوسطي للسكان 39.6 عاماً. وكانت نسبة 22.6% من القاطنين تحت سن الثامنة عشر، وكانت نسبة 7.8% بين الثامنة عشر والرابعة والعشرين عاماً، ونسبة 27.5% كانت واقعةً في الفئة العمرية ما بين الخامسة والعشرين والرابعة والأربعين عاماً، ونسبة 27.8% كانت ما بين الخامسة والأربعين والرابعة والستين، ونسبة 14.3% كانت ضمن فئة الخامسة والستين عاماً فما فوق. وتوزع التركيب الجنسي للسكان بنسبة 49.2% ذكور و50.8% إناث.

## المناخ
يظهر الجدول التالي التغييرات المناخية على مدار السنة لهندرسون:
| البيانات المناخية لـهندرسون       | البيانات المناخية لـهندرسون | البيانات المناخية لـهندرسون | البيانات المناخية لـهندرسون | البيانات المناخية لـهندرسون | البيانات المناخية لـهندرسون | البيانات المناخية لـهندرسون | البيانات المناخية لـهندرسون | البيانات المناخية لـهندرسون | البيانات المناخية لـهندرسون | البيانات المناخية لـهندرسون | البيانات المناخية لـهندرسون | البيانات المناخية لـهندرسون | البيانات المناخية لـهندرسون |
| الشهر                             | يناير                       | فبراير                      | مارس                        | أبريل                       | مايو                        | يونيو                       | يوليو                       | أغسطس                       | سبتمبر                      | أكتوبر                      | نوفمبر                      | ديسمبر                      | المعدل السنوي               |
| --------------------------------- | --------------------------- | --------------------------- | --------------------------- | --------------------------- | --------------------------- | --------------------------- | --------------------------- | --------------------------- | --------------------------- | --------------------------- | --------------------------- | --------------------------- | --------------------------- |
| الدرجة القصوى °ف (°م)             | 75 (24)                     | 86 (30)                     | 91 (33)                     | 97 (36)                     | 111 (44)                    | 114 (46)                    | 117 (47)                    | 112 (44)                    | 110 (43)                    | 100 (38)                    | 90 (32)                     | 78 (26)                     | 117 (47)                    |
| متوسط درجة الحرارة الكبرى °ف (°م) | 54 (12)                     | 59 (15)                     | 67 (19)                     | 75 (24)                     | 85 (29)                     | 95 (35)                     | 101 (38)                    | 99 (37)                     | 91 (33)                     | 78 (26)                     | 64 (18)                     | 54 (12)                     | 77 (25)                     |
| متوسط درجة الحرارة الصغرى °ف (°م) | 41 (5)                      | 44 (7)                      | 49 (9)                      | 56 (13)                     | 65 (18)                     | 74 (23)                     | 79 (26)                     | 78 (26)                     | 71 (22)                     | 60 (16)                     | 48 (9)                      | 40 (4)                      | 59 (15)                     |
| أدنى درجة حرارة °ف (°م)           | 11 (−12)                    | 12 (−11)                    | 25 (−4)                     | 31 (−1)                     | 37 (3)                      | 41 (5)                      | 56 (13)                     | 59 (15)                     | 43 (6)                      | 30 (−1)                     | 4 (−16)                     | 9 (−13)                     | 4 (−16)                     |
| الهطول إنش (مم)                   | 0.70 (18)                   | 0.96 (24)                   | 0.57 (14)                   | 0.23 (5.8)                  | 0.11 (2.8)                  | 0.11 (2.8)                  | 0.46 (12)                   | 0.72 (18)                   | 0.42 (11)                   | 0.36 (9.1)                  | 0.49 (12)                   | 0.60 (15)                   | 5.73 (144.5)                |
| المصدر:                           |                             |                             |                             |                             |                             |                             |                             |                             |                             |                             |                             |                             |                             |

## أعلام
- توني كرتيس
- كرايغ بارلو
- هيرب إبرامسن
- ديفيد غري
- جيك هاجر
- سيسيليا هولاند
- جيمي كاستور
- آرثر تايلر
- فيليس ديفيس
- ماكس غوندرسون